# Aya (hoàng hậu)
Aya là một hoàng hậu Ai Cập cổ đại thuộc vương triều thứ 13 (trong giai đoạn từ năm 1803 tới năm 1649 TCN).
Bà được biết đến từ hai nguồn. Aya xuất hiện trên một tấm bia đá ngày nay nằm tại Würzburg. Từ nguồn này, chúng ta biết rõ ràng rằng bà là thành viên của một gia đình có thế lực của một quan đại thần cấp cao trong triều đình và có quan hệ họ hàng với vị Vizier Ankhu.
Bà còn xuất hiện trong cuộn giấy cói Boulaq 18. Đây là một bản ghi chép hành chính thuộc về cung điện Thebes của một vị vua vương triều thứ 13. Nó được tìm thấy trong một ngôi mộ của viên ký lục của bức tường vây quanh vĩ đại Neferhotep. Tên của vị vua trong cuộn giấy cói này chỉ được lưu giữ một phần. Nhiều học giả đọc những gì còn sót lại là Sobekhotep II, mặc dù vậy còn nhiều tranh luận khác về cách đọc. Những đề xuất khác bao gồm Sehetepkare Intef và vua Imyremeshaw. Do đó, vẫn còn một số nghi ngờ về danh tính người chồng của Aya.